# Списак српских археолога
Следи Списак српских археолога. За савремене археологе критеријуми су били неки од следећих: чланство у Српском археолошком друштву, заступљеност у Адресару српских археолога (1993), објављивање у стручним часописима и рад у државним установама.
|  |  |  |  |  |  |  |  |  |  |  |  |  |  |  |  |  |  |  |  |  |  |  |  |  |  |  |  |  |  |

## А
- Николина Адамовић
- Марија Алексић
- Марко Алексић
- Гојко Андријашевић
- Драган Анђелић
- Бранислав Анђелковић
- Драгана Антоновић
- Миодраг Аралица
- Мирјана Арсенијевић
- Славица Арсенијевић
- Радивоје Арсић

|  |  |  |  |  |  |  |  |  |  |  |  |  |  |  |  |  |  |  |  |  |  |  |  |  |  |  |  |  |  |

## Б
- Мирко Бабић
- Сташа Бабић
- Љубинка Бабовић
- Марија Бајаловић - Хаџи-Пешић
- Љиљана Бакић
- Миле Баковић
- Лидија Баљ
- Јелена Батало
- Александар Бандовић
- Борис Бањевић
- Душан Бард
- Александар Бачкалов
- Татјана Бенџаревић
- Нада Бењоцки
- Никола Берић
- Весна Бикић
- Светлана Блажић (археозоолог)
- Игор Богдановић
- Мирјана Благојевић
- Милена Богдановић
- Миленко Богдановић
- Вера Богосављевић-Петровић
- Никодим Богосављевић
- Драгољуб Бојовић
- Душан Борић
- Бојана Борић-Брешковић
- Јелена Боровић-Димић
- Ђурђе Бошковић
- Зоран Бошковић
- Јован Бошковић
- Руђер Бошковић
- Синиша Бранковић
- Теодор Брановачки
- Марин Брмболић
- Богдан Брукнер
- Олга Брукнер
- Марин Бугар
- Иван Бугарски
- Александар Булатовић
- Ленка Булатовић
- Јелена Булатовић
- Дејан Булић
- Србислав Букумировић
- Марина Бунарџић
- Радован Бунарџић

|  |  |  |  |  |  |  |  |  |  |  |  |  |  |  |  |  |  |  |  |  |  |  |  |  |  |  |  |  |  |

## В
- Слободан Валовић
- Михајло Валтровић
- Виктор Варга
- Вера Васиљевић
- Љубиша Васиљевић
- Васоје Васић
- Јелена Васић
- Милоје Васић
- Милоје Васић (млађи)
- Растко Васић
- Слободан Велимировић
- Дејан Вемић
- Стефан Верковић, али и: Стеван И. Верковић
- Душанка Веселинов
- Саво Ветнић
- Селена Витезовић
- Мирјана Војвода
- Стеван Војводић
- Кранислав Вранић
- Мирко Вранић
- Светлана Вранић
- Милена Врзић
- Мирослав Вујовић
- Обренија Вукадин
- Момир Вукадиновић
- Мирјана Вукмановић
- Јасна Вуковић
- Вања Вуксан
- Марко Вуксан
- Љиљана Вуксановић
- Никола Вулић
- Душанка Вучковић-Тодоровић
- Тихомир Вучковић
- Предраг Вучковић

|  |  |  |  |  |  |  |  |  |  |  |  |  |  |  |  |  |  |  |  |  |  |  |  |  |  |  |  |  |  |

## Г
- Бранко Гавела
- Елиана Гавриловић
- Надежда Гавриловић Витас
- Драга Гарашанин
- Милутин Гарашанин (археолог)
- Милорад Гирић
- Дивна Гачић
- Татјана Гачпар
- Рада Глигорић
- Силвана Глишовић
- Душан Глумац
- Мирјана Глумац
- Снежана Голубовић
- Гордана Грабеж
- Миодраг Грбић
- Весна Гргуровић
- Љубинко Грујић
- Снежана Грчки-Станимиров
- Марко Грковић

|  |  |  |  |  |  |  |  |  |  |  |  |  |  |  |  |  |  |  |  |  |  |  |  |  |  |  |  |  |  |

## Д
- Јасмина Давидовић
- Велика Даутова Рушевљан
- Саво Дерикоњић
- Бора Димитријевић
- Весна Димитријевић
- Даница Димитријевић
- Катарина Дмитровић
- Смиљана Додић
- Весна Драговић Поп-Лазић
- Јован Драгашевић
- Боривоје Дробњаковић
- Бранко Дрча
- Слободан Дрча
- Нићифор Дучић
- Милена Душанић

|  |  |  |  |  |  |  |  |  |  |  |  |  |  |  |  |  |  |  |  |  |  |  |  |  |  |  |  |  |  |

## Ђ
- Небојша Ђокић
- Аца Ђорђевић
- Биљана Ђорђевић
- Војислав Ђорђевић
- Јелена Ђорђевић
- Маја Ђорђевић
- Милан Ђурђевић
- Јармила Ђурић
- Марија Ђурић-Срејић
- Љиљана Ђуричић
- Стеван Ђуричић

|  |  |  |  |  |  |  |  |  |  |  |  |  |  |  |  |  |  |  |  |  |  |  |  |  |  |  |  |  |  |

## Ж
- Весна Живанић
- Ана Живановић
- Зоран A. Живановић
- Маја Живић
- Весна Живковић
- Јасмина Живковић
- Маја Живковић
- Мирјана Живковић
- Јован Жујовић

|  |  |  |  |  |  |  |  |  |  |  |  |  |  |  |  |  |  |  |  |  |  |  |  |  |  |  |  |  |  |

## З
- Младен Загарачанин
- Емина Зечевић
- Јасна Зечевић
- Бранка Зорбић
- Радмила Зотовић

|  |  |  |  |  |  |  |  |  |  |  |  |  |  |  |  |  |  |  |  |  |  |  |  |  |  |  |  |  |  |

## И
- Вујадин Иванишевић
- Милорад Игњатовић
- Славица Илин
- Оливера Илић
- Уна Исаковић

|  |  |  |  |  |  |  |  |  |  |  |  |  |  |  |  |  |  |  |  |  |  |  |  |  |  |  |  |  |  |

## Ј
- Марија Јабучанин
- Драган Јанковић
- Ђорђе Јанковић
- Милица Јанковић
- Гордан Јањић
- Драган Јацановић
- Неда Јевремовић
- Милош Јевтић
- Жељко Јеж
- Јелена Јелушић-Гороња
- Гордана Јеремић
- Мирослав Јеремић
- Мирослав Јефретић
- Шаролта Јовановић
- Александар Јовановић
- Борислав Јовановић
- Војислав Јовановић
- Драган Јовановић
- Ђоко Јовановић
- Марија Јовановић
- Светозар Јовановић
- Смиља Јовић
- Часлав Јордовић
- Мирослава Јоцић
- Игњат Јунг

|  |  |  |  |  |  |  |  |  |  |  |  |  |  |  |  |  |  |  |  |  |  |  |  |  |  |  |  |  |  |

## К
- Звонимир Калуђеровић
- Александар Капуран
- Душан Карапанџа
- Душан Карапанџић
- Гордана Каровић
- Велибор Катић
- Ратко Катунар
- Јулија Келечевић
- Сања Кесић-Ристић
- Неда Кнежевић
- Марија Кнежевић-Јовановић
- Вилма Ковачевић
- Јован Ковачевић
- Љубомир Ковачевић
- Гордана Ковић
- Милован Кокић
- Јован Коледин
- Јелена Кондић
- Миомир Кораћ
- Зорица Костић
- Милица Крижанац
- Вера Крстић
- Смиљана Крстић
- Славица Крунић
- Јулијана Кузмановић-Цветковић
- Обрад Кујовић
- Рифат Куленовић
- Марија Каличанин-Крстић

|  |  |  |  |  |  |  |  |  |  |  |  |  |  |  |  |  |  |  |  |  |  |  |  |  |  |  |  |  |  |

## Л
- Анка Лаловић
- Бранислава Лазаревић
- Тамара Лазаревић
- Мирослав Лазић
- Тања Лазић
- Станица Лалић
- Драгана Латинчић
- Владимир Лековић
- Предраг Лутовац
- Звездана Лучић-Вушовић

|  |  |  |  |  |  |  |  |  |  |  |  |  |  |  |  |  |  |  |  |  |  |  |  |  |  |  |  |  |  |

## Љ
- Марија Љуштина

|  |  |  |  |  |  |  |  |  |  |  |  |  |  |  |  |  |  |  |  |  |  |  |  |  |  |  |  |  |  |

## М
- Димитрије Мадас
- Душан Максимовић (археолог)
- Марица Максимовић
- Предраг Малбаша
- Мирослав Марић
- Љиљана Мандић
- Милоје Мандић
- Ђорђе Мано Зиси
- Весна Манојловић-Николић
- Снежана Маринковић
- Гордана Марјановић-Вујовић
- Чедомир Марковић
- Бранимир Машуловић
- Александар Медовић
- Весна Мијатовић
- Феликс Милекер
- Живко Микић
- Бранислава Микић-Антонић
- Наташа Миладиновић
- Марина Миленковић
- Светлана Миленковић
- Михаило Милинковић
- Бебина Миловановић
- Оливера Миловић
- Владимир Милојчић
- Мара Милошевић
- Петар Милошевић
- Даница Милошевић-Јовић
- Драгутин С. Милутиновић
- Светлана Миљанић
- Милорад Миљковић
- Душица Минић
- Мирослава Мирковић
- Неда Мирковић Марић
- Зоран Митић
- Горан Митровић
- Нела Мићовић
- Бојана Михаиловић
- Душан Михаиловић
- Татјана Михајловић
- Марина Михаљевић
- Душан Мркобрад

|  |  |  |  |  |  |  |  |  |  |  |  |  |  |  |  |  |  |  |  |  |  |  |  |  |  |  |  |  |  |

## Н
- Шандор Нађ
- Далибор Недвидек
- Звонко Недељковић
- Видосава Недомачки
- Лидија Никитовић
- Милева Николаидис-Војводић
- Светомир Николајевић
- Дубравка Николић
- Душица Николић
- Лазар Николић
- Љиљана Николић
- Снежана Николић-Ђорђевић
- Весна Николов
- Веселинка Нинковић

|  |  |  |  |  |  |  |  |  |  |  |  |  |  |  |  |  |  |  |  |  |  |  |  |  |  |  |  |  |  |

## О
- Јелица Обрадовић
- Ђорђо Одавић

|  |  |  |  |  |  |  |  |  |  |  |  |  |  |  |  |  |  |  |  |  |  |  |  |  |  |  |  |  |  |

## П
- Зоран Павловић
- Мирјана Павловић
- Александар Палавестра
- Слободан Панић
- Мирослава Панић-Шторх
- Љубинка Пантић
- Ивана Панџић
- Ливија Пап
- Ивана Пашић
- Предраг Пејић
- Емилија Пејовић
- Мирко Пековић
- Олга Пелцер
- Славиша Перић
- Омер Перошевић
- Владимир Петковић
- Софија Петковић
- Мила Петрашковић
- Бисенија Петровић
- Јелка Петровић
- Петар Петровић
- Радмило Петровић
- Радован Петровић
- Владимир Пецикоза
- Јулијана Пешић
- Тијана Пештерац
- Татјана Пиперовић
- Стефан Поп-Лазић
- Драган Поповић
- Владислав Поповић
- Ивана Поповић
- Марко Поповић
- Павле Поповић
- Петар Поповић
- Мила Поповић-Живанчевић
- Марко Порчић
- Милан Правиловић
- Перо Праштало
- Ана Премк
- Драгица Премовић-Алексић
- Радослав Прокић

|  |  |  |  |  |  |  |  |  |  |  |  |  |  |  |  |  |  |  |  |  |  |  |  |  |  |  |  |  |  |

## Р
- Зорка Раденковић-Пејовић
- Миленко Радивојац
- Миљана Радивојевић
- Весна Радић
- Дејан Радичевић
- Милка Радоја
- Ненад Радојчић
- Дарко Радмановић
- Дејан Радовановић
- Ивана Радовановић
- Драган Радовић
- Предраг Радовић
- Милка Радоја
- Драган Радојевић
- Ненад Радојчић
- Лидија Радуловић
- Ангелина Раичковић
- Татјана Рајковић
- Јелена Ранков-Кондић
- Александар Ранисављев
- Александар Ратковић
- Деана Ратковић
- Растко Рашајски
- Душан Рашковић
- Кристијан Релић
- Мирјана Реџић
- Саша Реџић
- Драган Ристић
- Јелена Ристић-Опачић
- Милован Ристић
- Петер Риц
- Мирјана Роксандић
- Катарина Ромић
- Антонија Ропкић
- Мира Ружић

|  |  |  |  |  |  |  |  |  |  |  |  |  |  |  |  |  |  |  |  |  |  |  |  |  |  |  |  |  |  |

## С
- Надежда Савић
- Јелена Савовић
- Агнеш Секереш
- Ладислав „Ласло“ Секереш
- Зоран Симић
- Горан Симоновић
- Дијана Симоновић
- Миодраг Сладић
- Павле Соларић
- Душан Спасић
- Милош Спасић
- Слађана Спасић
- Драгана Спасић-Ђурић
- Љубица Срдић
- Драгослав Срејовић
- Радован Сремац
- Александар Срндаковић
- Светозар Нани Станковић
- Небојша Станојев
- Гордана Станојевић
- Сава Станимиров-Грчки
- Владимир Станчић
- Андреј Старовић
- Олга Старчевић
- Данијела Стефановић
- Софија Стефановић
- Игор Стојић
- Милорад Стојић
- Гордана Стојичић
- Ђорђе Стратимировић
- Стојан Димитријевић

|  |  |  |  |  |  |  |  |  |  |  |  |  |  |  |  |  |  |  |  |  |  |  |  |  |  |  |  |  |  |

## Т
- Љиљана Тадин
- Милица Тапавички-Илић
- Ненад Тасић
- Никола Тасић
- Жељка Темерински
- Саша Тодоровић
- Гордана Томашевић
- Мирјана Томић
- Миодраг Томић
- Гордана Томовић
- Миодраг Томовић
- Снежана Топић
- Гордана Тошић
- Душанка Трајковић
- Војислав Трбуховић
- Лепосава Трбуховић
- Бобан Трипковић
- Милан Трифуновић
- Станко Трифуновић
- Сава П. Тутунџић

|  |  |  |  |  |  |  |  |  |  |  |  |  |  |  |  |  |  |  |  |  |  |  |  |  |  |  |  |  |  |

## Ћ
- Ђорђе Ћапин
- Радмила Ћапин

|  |  |  |  |  |  |  |  |  |  |  |  |  |  |  |  |  |  |  |  |  |  |  |  |  |  |  |  |  |  |

## У
- Јован Узелац
- Дубравка Ујес

|  |  |  |  |  |  |  |  |  |  |  |  |  |  |  |  |  |  |  |  |  |  |  |  |  |  |  |  |  |  |

## Ф
- Слободан Фидановски
- Војислав Филиповић
- Милосав Филиповић

|  |  |  |  |  |  |  |  |  |  |  |  |  |  |  |  |  |  |  |  |  |  |  |  |  |  |  |  |  |  |

## Х
- Светлана Хаџић
- Марија Хаџи-Пешић

|  |  |  |  |  |  |  |  |  |  |  |  |  |  |  |  |  |  |  |  |  |  |  |  |  |  |  |  |  |  |

## Ц
- Јагода Цанић-Тешановић
- Љубица Цветковић
- Ирена Цвијановић
- Момо Цвијовић
- Татјана Цвјетићанин
- Александрина Цермановић Кузмановић
- Митра Церовић
- Момир Церовић
- Наташа Церовић
- Ана Цицовић
- Адам Црнобрња
- Никола Црнобрња
- Млађан Цуњак
- Сања Црнобрња

|  |  |  |  |  |  |  |  |  |  |  |  |  |  |  |  |  |  |  |  |  |  |  |  |  |  |  |  |  |  |

## Ч
- Гордана Чађеновић
- Велимир Челекетић
- Снежана Чернач-Ратковић
- Елизабета Чебашек
- Тони Чершков

|  |  |  |  |  |  |  |  |  |  |  |  |  |  |  |  |  |  |  |  |  |  |  |  |  |  |  |  |  |  |

## Џ
- Зорица Џајић

|  |  |  |  |  |  |  |  |  |  |  |  |  |  |  |  |  |  |  |  |  |  |  |  |  |  |  |  |  |  |

## Ш
- Јосип Шарић
- Јанко Шафарик
- Душан Шљивар
- Ненад Шошић
- Перица Шпехар
- Александар Шаламон

|  |  |  |  |  |  |  |  |  |  |  |  |  |  |  |  |  |  |  |  |  |  |  |  |  |  |  |  |  |  |